# Gobiki (przystanek kolejowy)
Gobiki (ros. Гобики) – przystanek kolejowy w miejscowości Gobiki, w rejonie rogniedińskim, w obwodzie briańskim, w Rosji.
Dawniej stacja kolejowa. Powstała przed II wojną światową. W późniejszym okresie została zdegradowana do roli przystanku.